# Saison 2008-2009 de l'Olympique de Marseille
Maillots
Chronologie
Saison précédente Saison suivante
La saison 2008-2009 de l'Olympique de Marseille (OM) est marquée par une course au titre de champion de France de Ligue 1, se terminant par une place de dauphin des Girondins de Bordeaux, comme dix ans auparavant. En Coupe d'Europe, le club est éliminé en quarts de finale de la Coupe UEFA par le Chakhtior Donetsk, futur vainqueur de l'épreuve, après avoir été éliminé en phase de poule de la Ligue des champions. Du côté des coupes nationales, l'aventure est courte avec une élimination en seizièmes de finale que ce soit en Coupe de France ou en Coupe de la Ligue.
La saison est aussi mouvementée sur le plan extra-sportif avec la non-reconduction du contrat d'Eric Gerets en fin de saison et le départ du président Pape Diouf.

## Préparation d'avant-saison

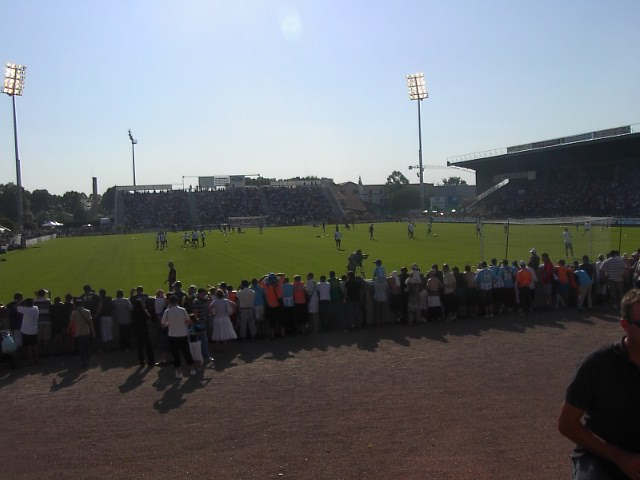
Supporters au Stade Armandie lors du match amical OM-Bordeaux

Avant même le début du championnat, l'Olympique de Marseille se démarque médiatiquement des autres équipes. En effet, tous les matches de préparation de l'OM sont diffusés sur Sport+, W9 ou Canal+ Sport en direct. Le groupe olympien pour le stage à Evian est le suivant :
- Gardiens : Mandanda, Riou, Munoz, Nepogodov
- Défenseurs : Bonnart, Taiwo, Zubar, Civelli, Hilton, Erbate, Givet, Rodriguez
- Milieux : Cana, Cheyrou, Kaboré, M'Bami, Ben Arfa, Zenden, Ziani, Krstic, Valbuena
- Attaquants : Niang, Cissé, Grandin

L'équipe commence difficilement sa préparation avec deux défaites et un match nul en trois matches. Lors de leur unique stage à Évian, l'OM s'impose face aux Suisses de Neuchâtel Xamax et dès lors retrouve le goût de la victoire face au vice-champion bordelais, à l'AS Monaco et l'AC Ajaccio.
Ce match du 26 juillet 2008 contre l'AC Ajaccio est organisé dans le cadre d'un hommage à Michel Moretti, ancien président de l'ACA, la victoire de l'Olympique de Marseille leur permet d'être les premiers vainqueurs du Challenge Michel Moretti.
Le 31 juillet, le club boucle sa campagne d'abonnement : 42 000 abonnés ont été recensés, ce qui montre l'engouement pour cette nouvelle saison : un sondage CSA/Le Parisien place l'OM comme principal concurrent de l'Olympique lyonnais pour la course au titre.

## Faits marquants de la saison

### Début de saison en fanfare
C'est avec un statut de favori que l'Olympique de Marseille se déplace à Rennes pour la première journée du Championnat de France de football L1 2008-2009. Après cinq minutes de jeu l'OM est mené 1-0 sur un but de Olivier Thomert qui marque le premier but de la saison 2008-2009. Ce but réveille les Marseillais qui marquent par trois fois avant la mi-temps: Bakari Koné (12e), Hatem Ben Arfa (14e) et Mamadou Niang (27e) (1-3). Mais les Bretons reviennent à hauteur grâce à un doublé de Thomert (68e), qui réalise le premier doublé de la saison, puis un but malchanceux de Steve Mandanda contre son camp (89e). Alors qu'on file tout droit vers un match nul, Elliot Grandin, rentré un quart d'heure plus tôt, marque (90+2e). L'Olympique de Marseille croit alors avoir fait le plus dur mais juste après le coup d'envoi, Bruno Cheyrou parvient à égaliser à la dernière seconde. L'arbitre siffle et le match se finit sur le score de 4-4.
La pression commence à monter sur les Marseillais. Alors que le jeu offensif régale les supporters, la défense fait peur. L'OM se déplace en Norvège pour jouer le SK Brann en tour préliminaire de Ligue des champions. Ronald Zubar remplace Elamin Erbate et la défense est convaincante. L'OM prend une bonne option sur la qualification en gagnant 1-0 sur un but de Benoit Cheyrou.
L'Olympique de Marseille enchaîne alors sur une large victoire à domicile contre l'AJ Auxerre devant plus de 50 000 spectateurs (4-0).
Avec huit buts en deux matchs, l'OM est la meilleure attaque après la deuxième journée. Le samedi 23 août 2008, un bus de supporters de l'Olympique de Marseille, plus précisément de l'association MTP (Marseille Trop Puissant), est impliqué dans un accident sur l'A6 faisant deux morts et 28 blessés dont quatre gravement. Pape Diouf demande d'abord le report du match. Mais après réflexion, il déclare sur le site du club qu'après avoir discuté avec les différents partis impliqués, l'OM jouera contre Le Havre AC pour ces supporters. L'OM s'impose dans la douleur 1-0 grâce à un coup franc de Boudewijn Zenden.
Encore sous le choc de l'accident du bus de supporters, l'OM reçoit SK Brann pour une qualification en phase de poule de la Ligue des champions, importante sportivement et économiquement. Bien que largement donné favori, c'est au terme d'un match serré que l'OM vient à bout du SK Brann 2 buts à 1, grâce à un doublé du buteur Mamadou Niang. L'ouverture du score arrive après la mi-temps. Niang profite d'une incompréhension entre un défenseur et le gardien du club norvégien. Brann Bergen revient à la marque d'un but de la tête avant de lâcher prise sur une nouvelle erreur défensive qui permet à Niang, opportuniste, de réaliser un doublé et d'offrir à l'Olympique de Marseille une deuxième qualification consécutive pour les phases de poule de la Ligue des champions de l'UEFA 2008-2009, ce qui est une première dans l'histoire du club (avant 1993, la C1 ne comportait pas de phases de poules).
Le lendemain, le 28 août 2008, à 18 heures, a lieu le tirage au sort de la Ligue des champions de l'UEFA 2008-2009. Marseille a été tiré dans le groupe D avec le Liverpool FC, le PSV Eindhoven et l'Atlético de Madrid.
Le samedi 30 août, l'OM reçoit le FC Sochaux, en étant invaincu. Ben Arfa est forfait pour ce match en raison d'une pubalgie. À la 22e minute, Elamin Erbate se blesse et cède sa place à Lorik Cana au poste de défenseur central. Karim Ziani marque après une action individuelle (38e). Sur un centre de Niang, Bakari Koné marque le deuxième. Alors que l'OM file vers une victoire facile, Sochaux réduit l'écart grâce à un but de Mevlüt Erding (2-1). Steve Mandanda sauve plusieurs fois l'OM grâce à des arrêts décisifs jusqu'au coup de sifflet final. Marseille, avec 10 points, reste en tête du classement.

### Mauvais mois de septembre
Après la trêve internationale de deux semaines, l'Olympique de Marseille se rend chez les Girondins de Bordeaux quelques jours avant que les deux clubs ne commencent les phases de poule de la Ligue des champions.
Dès la deuxième minute, Bakari Koné ouvre le score sur un centre de Mamadou Niang (1-0).
Le match est alors lancé sur de bonnes bases et on va d'un but à l'autre. À la 25e minute, Yoann Gourcuff trouve Marouane Chamakh qui, après avoir fait un une-deux avec Yoan Gouffran, bat Mandanda (1-1). La seconde période sera marquée par de nombreuses actions qui échoueront de peu et par la rentrée en jeu de Mathieu Valbuena après sa longue blessure (82e). Après ce match nul à l'extérieur, l'OM descend à la 2e place à deux longueurs de l'Olympique lyonnais.
Encore invaincu en match officiel cette année, l'OM entame son parcours européen en recevant un des plus grands clubs d'Europe : Liverpool FC. L'OM commence bien le match en ouvrant le score grâce à Lorik Cana à la 23e minute (1-0). Mais alors que l'OM domine, Steven Gerrard, sur une passe de Dirk Kuyt, enroule une frappe du pied gauche qui termine dans le but de Steve Mandanda, seulement 3 minutes après l'ouverture du score. Gerrard réussira même un doublé sur penalty quelques minutes plus tard, après une faute de Ronald Zubar sur Ryan Babel (1-2). L'OM subit sa première défaite de la saison en match officiel.
Face à une équipe de Monaco regroupée en défense, Marseille n'arrive pas à marquer et se fait peur à plusieurs reprises. Après ce match nul, Marseille est 2e à 4 points de l'Olympique lyonnais.
C'est dans un climat de doute que l'OM se déplace à Sochaux en 16e de finale de la Coupe de la Ligue. Grâce à un but de Mevlüt Erding, Sochaux élimine Marseille 1-0.
Marseille se doit de gagner pour rester au contact, et cela passe par une victoire au stade Léon-Bollée au Mans. L'OM ouvre le score grâce à Hatem Ben Arfa à la 6e minute. Le Mans revient rapidement au score (12e). Mamadou Samassa met une tête qui finit sur la ligne ou dans le but… l'arbitre estime qu'il n'y a pas but et on en reste à 1-1. Marseille n'a pas gagné un match depuis le 30 août. Malgré cette mauvaise série, Marseille reste troisième, derrière Toulouse et l'Olympique lyonnais.

### Octobre: déjà un tournant
Deux matchs de Ligue des champions et le derby contre le Paris Saint-Germain, c'est ce qui attend l'OM en octobre avec une obligation de résultats pour ne pas se mettre en mauvaise position dans la phase de poule de la Ligue des champions et ne pas laisser Lyon filer au titre pour une 8e fois.
Le mois d'octobre commence par le match de coupe d'Europe contre l'Atlético de Madrid. Diego Forlán absent, il est remplacé par le Français Florent Sinama-Pongolle à la tête de l'attaque madrilène. Sergio Agüero est bien présent et ne met que deux minutes à montrer son talent ; un contrôle parfait et une frappe du pied droit à ras de terre permet à l'Atlético de mener après deux minutes de jeu (1-0). Marseille réagit un quart d'heure plus tard, sur un centre au deuxième poteau de Laurent Bonnart: Mamadou Niang, seul, met une tête au fond des filets (1-1). Quelques minutes plus tard, Taye Taiwo fait une faute à une vingtaine de mètres de ses buts et reçoit un carton jaune. Et sur le coup franc, l'Atlético reprend l'avantage (2-1). Marseille n'arrivera plus à marquer malgré de nombreuses occasions, et s'incline pour la deuxième fois en deux matchs en Ligue des champions.
Après le 6-1 de la saison précédente, les supporters marseillais attendent la victoire de leur équipe pour la venue du Stade Malherbe de Caen. En effet, Marseille n'a pas connu la victoire lors de ses 6 derniers matchs (N-D-N-D-N-D). Hatem Ben Arfa libère d'abord le Vélodrome à la deuxième minute d'une belle frappe du gauche (1-0). Mais les Caennais se reprennent, et sur une erreur défensive, Steve Savidan égalise à 1-1 (20e). Niang délivre les supporters d'une tête après une frappe de Ben Arfa sur la transversale (60e, 2-1). Le match se termine sur le score de 2-1, ce qui permet à Marseille de se relancer (3e à 3 points du leader lyonnais) et d'être la seule équipe encore invaincue en championnat.
Marseille se déplace à Valenciennes le dimanche 19 octobre en l'occasion de la 9e journée de Ligue 1. Dès la 13e minute, l'Olympique de Marseille ouvre le score par l'intermédiaire de Bakari Koné, opportuniste après une frappe de Mathieu Valbuena sur la barre.
À la 73e minute, à la suite d'un bon travail de Koné plein axe, Niang trouve Ben Arfa dans la profondeur qui déborde d'un crochet le gardien valenciennois et pousse la balle au fond des filets (2-0). Pujol réduit l'écart à la 82e minute pour VA. Kaboré scelle la victoire olympienne dans les arrêts de jeu (90e+3).
Seulement trois jours plus tard, Marseille se déplace au PSV Eindhoven pour la 3e journée des phases de poule de la Ligue des champions avec déjà six points de retard sur Liverpool FC et l'Atletico Madrid. Tout comme l'OM, le PSV a perdu ces deux premières rencontres. Danny Koevermans réalise un doublé et permet à Eindhoven de remporter le match 2-0.
Marseille reçoit Paris pour le derby. Diffusé en direct sur Canal+, il se déroule le dimanche 26 octobre 2008 à 21h. Guillaume Hoarau ouvre le score de la tête à la 10e minute sur un corner de Jérôme Rothen (0-1). Mamadou Niang égalise à la 21e minute (1-1) avant que Mathieu Valbuena ne donne l'avantage à l'OM juste avant la mi-temps (44e, 2-1). La deuxième mi-temps est à sens unique. Peguy Luyindula puis Jérôme Rothen permettent au Paris Saint-Germain de prendre l'avantage avant que Guillaume Hoarau ne scelle la victoire parisienne, s'offrant un doublé (2-4).
Au terme d'un match ouvert, c'est le Paris Saint-Germain qui s'impose sur le score de 4-2. C'est la première défaite de la saison 2008-2009 de l'Olympique de Marseille en championnat. Plus aucune équipe n'est invaincue en Ligue 1 après la défaite de l'Olympique de Marseille.
Marseille doit réagir après les deux revers concédés précédemment. Le déplacement à la Beaujoire contre le FC Nantes, entrainé par Élie Baup doit se solder par une victoire. Mais les attaquants olympiens n'arrivent pas à marquer et c'est Rémi Maréval qui, d'une superbe frappe de plus de trente mètres qui finit dans la lucarne de Steve Mandanda, ouvre le score pour les Nantais (45e; 1-0). Après la mi-temps, Marseille domine et a de nombreuses occasions. Bakari Koné convertit l'une d'entre elles en contre (1-1). Mais les Phocéens n'arriveront pas à mettre un deuxième but, même après l'expulsion d'un canari.
Sans avoir compromis leur chance de titre, l'Olympique de Marseille conclut le mois d'octobre par deux défaites et un match nul, dont une défaite en Ligue des champions, lui laissant une petite chance de qualification en huitième de finale, en cas de trois victoires et de résultats favorables.

### Durs mois de novembre et décembre
L'Olympique de Marseille accueille alors Saint-Étienne qui est proche de la zone de relégation. Benoit Cheyrou ouvre le score à la 21e minute (1-0). Saint-Étienne ne tarde pas à réagir et Bafétimbi Gomis égalise une minute plus tard (1-1). Ben Arfa donne l'avantage à l'Olympique de Marseille à la 38e minute sur pénalty après une faute de Jérémy Janot sur Bakari Koné. Sur un corner de Ben Arfa, Taiwo trompe Janot d'une tête croisée (71e, 3-1). Le match se conclut sur le score de 3-1 qui replace alors Marseille dans le trio de tête et enfonce l'ASSE.
Très mal parti en Ligue des champions (zéro point en trois matchs), Marseille veut l'emporter à domicile face au PSV sur un score assez large afin d'avoir une différence de buts particulière favorable contre le PSV (0-2 à l'aller) en vue d'une qualification en Coupe UEFA. Bakari Koné ouvre la marque sur un contre. Lancé dans l'axe par Ben Arfa, l'Ivoirien prend de vitesse Eric Addo, passe Andreas Isaksson et pousse dans le but (1-0). Après la mi-temps, Niang double la mise sur un centre de Bakary Koné (2-0). Après une lumineuse ouverture à ras de terre de Ben Arfa au milieu de terrain, Niang déboule dans l'axe et marque (3-0).
L'OM se replace à la 3e place de la poule devant le PSV, prenant une option sur la qualification en Coupe UEFA.
Sur une série de deux victoires consécutives, les Phocéens se rendent au Stade des Alpes chez le promu grenoblois, Grenoble Foot 38. Rapidement l'OM ouvre le score par l'intermédiaire d'Hatem Ben Arfa (4e, 1-0) qui marque là son quatrième but en quatre matchs. Bakari Koné fait passer le score à 2-0 à la 32e minute d'une belle frappe. L'OM gère alors et marque même un troisième but à la 82e minute par Cheyrou. Au terme de cette victoire, l'OM, qui reste sur trois buts marqués lors de chacun des trois matchs de novembre, est deuxième derrière l'Olympique lyonnais.
Face à Toulouse, le 30 novembre, le match se terminera sur un match nul 0-0. Beaucoup d'occasions des deux côtés, aucune n'aura permit à l'une des deux équipes de l'emporter. Ce match était aussi les retrouvailles entre Cédric Carrasso, formé au club et maintenant au TFC, et l'OM.
Le dimanche 6 décembre 2008, Marseille reçoit Nice dans le derby. Grâce à deux buts avant la mi-temps, de Karim Ziani à la 12e minute et Mamadou Niang dans le temps additionnel de la première période sur pénalty, l'OM file tranquillement vers la victoire. Seulement, l'ex-Marseillais Habib Bamogo marqua d'un belle frappe juste après la mi-temps et le suspens revenait. Nice forçait alors et touchait la barre à la dernière minute sans parvenir à égaliser. Mamadou Niang s'est blessé durant le match et sera absent six semaines.
Trois jours plus tard, l'Olympique de Marseille reçoit l'Atlético de Madrid. Le match, annoncé difficile à cause de l'affaire Santos, ne l'est finalement pas, Santos Mirassiera, incarcéré en Espagne, est annoncé libéré quelques heures avant le match. Les Phocéens ne doivent pas faire moins bien que le PSV Eindhoven contre Liverpool. Marseille n'arrivera pas à marquer mais n'encaissera pas non plus de but. Par contre, le PSV, qui avait pourtant ouvert le score, s'inclina 3-1.
La semaine de l'Olympique de Marseille est très importante. Après son dernier match de Ligue des champions, le club doit se déplacer à Gerland pour y rencontrer le champion en titre et premier de Ligue 1, l'Olympique lyonnais. Mais, comme quelques jours plus tôt, bien qu'il n'encaisse pas de but, l'OM ne marque pas et souffre de l'absence de son meilleur buteur, Mamadou Niang. Le match nul, pourtant pas un mauvais résultat, laisse l'OM a trois points du leader, alors qu'une victoire lui aurait permis de prendre la tête du championnat.
Le dimanche 21 décembre 2008, Marseille reçoit Nancy, pour ce qui est le dernier match de l'année 2008, le dernier match avant les vacances des joueurs et le mercato d'hiver aussi. Et les Marseillais s'inclinent 0-3 au Vélodrome. Gerets dira que « Nancy mérite largement sa victoire ».

### 2009: un renouveau à confirmer
Après la trêve hivernale, l'OM reprend la compétition dès le 4 janvier contre Besançon en 32e de finale de la Coupe de France. Sur un terrain gelé, l'OM encaisse un but à la 66e minute, le défenseur central marseillais Ronald Zubar lobant son gardien Mandanda marque contre son camp. Par le biais de Taiwo sur pénalty, l'Olympique de Marseille arrive à emmener l'équipe de CFA en prolongation. Lors de celle-ci, aucun but ne sera marqué. Aux pénalties, Mandanda arrête le cinquième pénalty avant que Cheyrou n'inscrive le sien permettant aux phocéens de se qualifier pour le tour suivant.
Après la Coupe, Marseille reprend la course au titre en Ligue 1 la semaine suivante. Handicapée par le mauvais résultat contre Nancy au Vélodrome (3-0), Marseille se déplace à Auxerre qui reste sur une mauvaise série avant la trêve. Sur un terrain une nouvelle fois gelé, Marseille l'emporte 2-0 grâce à des buts de Samassa (43e) et Valbuena (78e), et Mandanda qui préserve son invincibilité.
Une semaine plus tard, le 17 janvier 2009, Marseille reçoit Le Havre, dernier du classement qui espère se relancer avec l'arrivée du nouvel entraîneur Frédéric Hantz. Valbuena (26e) et Zubar (60e) permettent aux Marseillais de remporter ce match 2-0.
Le 28 janvier 2009, Marseille se déplace à Lyon lors du seizième de finale de Coupe de France. Lyon s'était imposé trois jours auparavant face à Concarneau 6-0. C'est dans un match tendu que les nouvelles recrues Sylvain Wiltord et Brandao[réf. nécessaire] font leurs débuts en entrant en cours de match. Koné et Hugo Lloris se percutent en première mi-temps, Koné se fait heurter par le genou de Lloris et tombe. Il sort blessé, son indisponibilité est évaluée entre 3 et 9 semaines[réf. nécessaire].
Avec Brandao et Wiltord titulaires, l'OM commence le mois de février contre Sochaux, alors relégable, au Stade Bonal. Sur une pelouse enneigée, Marseille se fait surprendre et Mevlüt Erding ouvre le score à la 24e minute. Ce sera le seul but du match. Cette défaite est un coup d'arrêt pour l'OM. Cependant, l'OM reste quatrième à cinq points du leader, l'Olympique lyonnais.
Le dimanche 8 février 2009 à 21 heures, l'Olympique de Marseille reçoit les Girondins de Bordeaux au Stade Vélodrome pour le choc de la 23e journée entre le second et le quatrième du classement. Dès le début du match, Bordeaux se montre dangereux, Gourcuff décale Chamakh d'une talonnade mais ce dernier n'arrive pas à cadrer. Lors d'un match plein d'engagement, Bordeaux finira à dix après l'exclusion de Diawara à la 86e minute, l'OM se procure de multiples occasions grâce aux deux attaquants arrivés au mercato : Brandao et Wiltord, alignés titulaires en attaque. À la pause, les joueurs rentrent sur le score de 0-0. La deuxième mi-temps repart sur les bases de la première. Sur l'un des nombreux coups francs, Chamakh trompe son propre gardien, Marseille prend l'avantage à la 57e minute (1-0). Bordeaux prend alors la possession du ballon sans parvenir à marquer. À la 60e minute, Gourcuff d'une tête plongeante rate le cadre, avant que Jussiê trouve le poteau trois minutes plus tard. Mais c'est Marseille qui se montre le plus dangereux. À la 74e minute, Wiltord marque mais son but est refusé pour une faute inexistante sur le gardien. Les phocéens gèrent la fin du match, faisant leurs trois remplacements dans les dernières minutes. Marseille l'emporte finalement 1-0, ce qui leur permet de rester dans la course pour la qualification en Ligue des champions.
Le dimanche suivant, une nouvelle fois sur Canal+ dans un Stade Louis II presque entièrement acquis à sa cause pour y affronter l'AS Monaco. Grâce à un lob astucieux de Bakari Koné qui effectuait sa rentrée après son choc avec Lloris, et portait un casque, l'OM l'emporte 1-0 et se positionne dans le trio de tête grâce à la contre-performance de Bordeaux qui avait fait match nul contre Grenoble la veille.
Le jeudi 19 février 2009, l'OM reçoit le FC Twente pour son entrée en Coupe de l'UEFA. Sans les recrues Wiltord et Brandao, non qualifiés pour la compétition, et Ziani, blessé, l'OM aligne Mamadou Niang titulaire, c'est le retour de l'ex-Strasbourgeois qui était blessé depuis plus d'un mois. C'est aussi la première titularisation de l'Anglais Tyron Mears. Malgré cela, l'OM n'arrive pas à marquer, et encaisse même un but en première mi-temps. Ni Hatem Ben Arfa, ni Mamadou Samassa, rentrés en cours de jeu, n'arriveront à débloquer la situation. Avant le match retour, à l'extérieur, l'Olympique de Marseille se met en situation délicate avec une défaite 0-1 à domicile.
Marseille est arrêté dans sa bonne série au Vélodrome contre Le Mans UC 72, le match entre les deux équipes se finit sur le score de 0-0.
Une semaine après le match aller, l'Olympique de Marseille se déplace à Twente avec l'obligation de marquer pour se qualifier. Et c'est ce que les Phocéens font à la 25e minute sur un coup franc direct de Hatem Ben Arfa. Le score n'évoluera pas jusqu'à la fin du match. La défaite 1-0 à domicile et la victoire 0-1 à l'extérieur mettent les deux équipes à égalité et obligent l'OM a joué deux prolongations supplémentaires de 15 minutes chacune. Rien ne sera marqué et les deux équipes se départageront aux pénalties. Karim Ziani, cinquième tireur, a d'abord l'opportunité de qualifier l'OM pour le tour suivant mais il rate son pénalty. Durant la mort subite, Twente craque avant l'OM. Marseille se qualifie ainsi en 8e de finale de la Coupe de l'UEFA. Leur prochain adversaire est encore une équipe néerlandaise, en effet l'Ajax Amsterdam a battu la Fiorentina (1-0, 1-1).

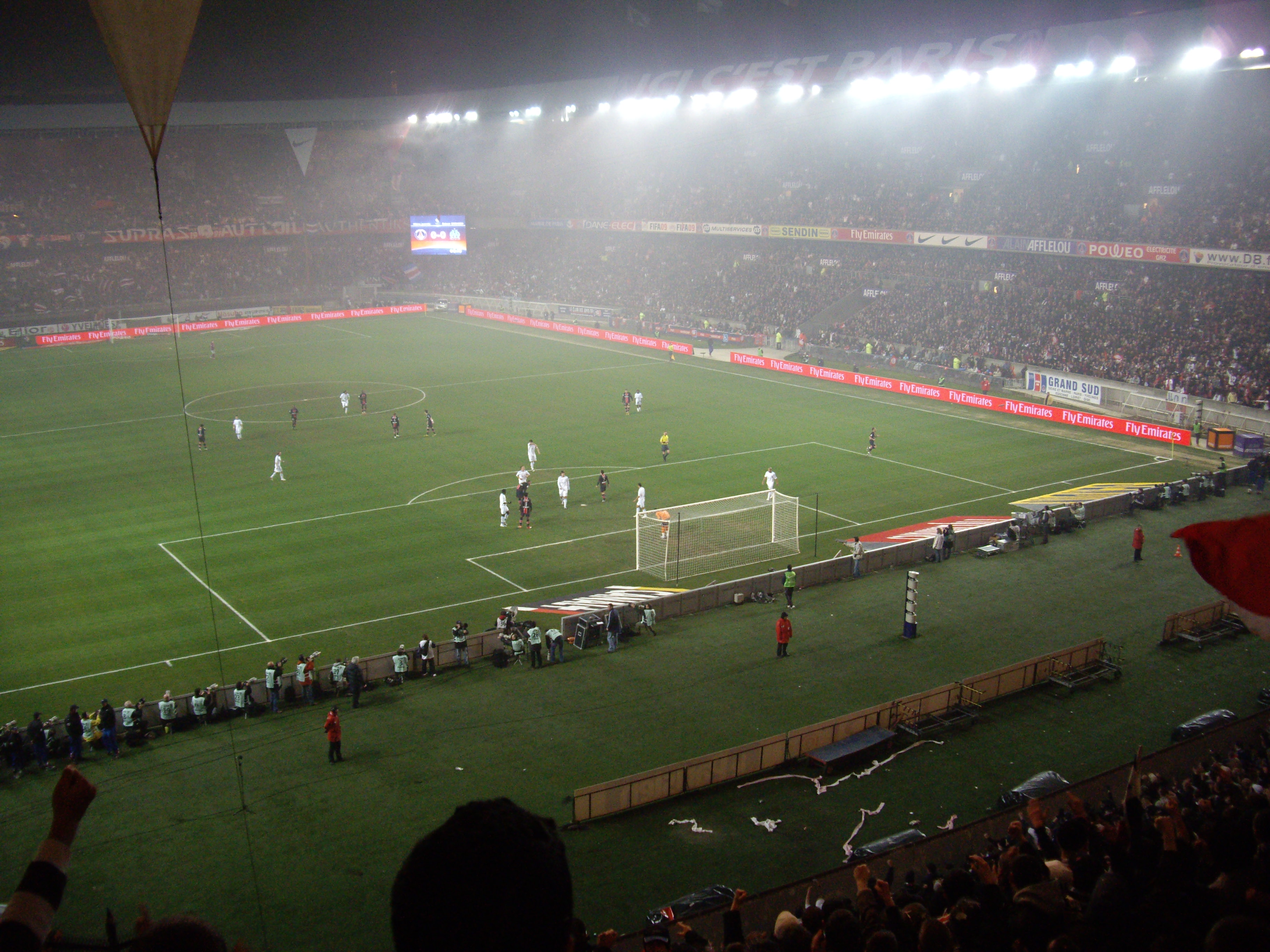
Le Classico PSG-OM au Parc des Princes.

Marseille se déplace à Caen et l'emporte du plus petit des scores 1-0 grâce à un but de Brandao en seconde mi-temps. Le 7 mars 2009, Marseille reçoit le Valenciennes FC. Le match finit sur le score de 0-0 malgré un certain nombre d'occasions de chaque côté. Marseille qui n'encaisse pas de buts, n'en marque pas non plus au Vélodrome et marque le pas dans la course au titre. Cinq jours plus tard, l'OM reçoit une autre équipe néerlandaise en coupe de l'UEFA. Cela est à l'Ajax Amsterdam que les phocéens sont opposés en huitième de finale. Au stade Vélodrome, l'OM ouvre rapidement le score grâce à Cheyrou. Niang double la mise à la demi-heure de jeu. Sur le coup d'envoi, les Hollandais obtiennent un pénalty qu'ils transforment. Devant 35 000 spectateurs, et sous les caméras de M6, Marseille rentre à la pause avec une avance d'un but. Dès le retour des vestiaires, l'Ajax est réduit à dix. Malgré leur avantage numérique, les Marseillais ne peuvent marquer un but de plus. Le 15 mars 2009, à l'occasion de la 28e journée de Ligue 1, l'OM se déplace au Parc des Princes pour jouer le Paris SG. Grâce à des buts de Zenden (25e), Koné (56e), et Cana (60e), l'OM l'emporte 3-1. Vainqueurs 2-1 à l'aller, les Marseillais se déplacent aux Pays-Bas avec pour objectif de ne pas perdre. Après l'ouverture du score des Néerlandais, l'Olympique de Marseille est éliminée. Mais la réaction des Marseillais est rapide, Niang égalise à la 35e minute. L'OM, dominé en seconde période, encaisse un second but avant le coup de sifflet signalant la fin du temps réglementaire. Même score à l'aller et au retour pour chacun des équipes, elles doivent se départager durant les prolongations. L'Anglais Mears offre de la tête la qualification aux Phocéens à la 109e minute. Le 22 mars 2009, dernière journée après la trêve internationale, l'OM reçoit Nantes. Grâce à deux buts en cinq minutes de Civelli (55e) et Brandão (59e), dont c'est le second but, Marseille l'emporte 2-0 devant 47 747 spectateurs et reste second de Ligue 1 derrière Lyon.
Le 5 avril 2009, l'OM se déplace à Saint-Étienne qui lutte pour le maintien. Les Olympiens s'imposent 3-0 grâce à un doublé de Niang et à un nouveau but de Brandão. Les Marseillais préparent ainsi de la meilleure des manières leur rendez-vous européen face au Shakthar Donetsk. Mais ces derniers l'emportent 2-0, condamnant l'OM à l'exploit au match retour. Mais avant d'accueillir le champion d'Ukraine, le Stade Vélodrome est le théâtre de la prise de pouvoir des Marseillais en Ligue 1. Le 12 avril 2009, poussé par son public, les hommes de Gerets balayent Grenoble 4-1. Taiwo transforme un pénalty (52e). 7 minutes plus tard, Hilton de la tête donne 2 buts d'avance à son équipe (59e). Sur coup franc, le défenseur nigérian réalise un doublé grâce à un missile qui bat un Wimbée impuissant (65e). Brandão participe à ce festival offensif (90e), signant au passage sa 4e réalisation sous le maillot olympien. Une belle victoire qui permet à l'Olympique de Marseille de s'emparer du fauteuil de leader laissé vacant par des Lyonnais tenus en échec sur leur pelouse par Monaco.

### Départs de Gerets et de Pape Diouf
Le 29 avril 2009, Eric Gerets annonce son départ qu'il justifie, notamment, par un manque de confiance de l'actionnaire principal, Robert Louis-Dreyfus, sur le prolongement de son contrat. Le 5 mai, Didier Deschamps est annoncé pour lui succéder, accompagné de l'entraineur adjoint Guy Stéphan. Il deviendra l'entraineur de l'OM pour la saison 2009/2010.
Le 17 juin 2009, le président Pape Diouf quitte le club à la suite de tensions avec le conseil de surveillance du club, et plus particulièrement avec Vincent Labrune. Il est remplacé le 22 juin 2009 par Jean-Claude Dassier.

## Systèmes de jeu
| \| Mandanda Bonnart Civelli Hilton Taiwo Cheyrou Cana Valbuena Ben Arfa Niang Brandão Entr. : Gerets \| Premier système de jeu utilisé · (4-2-3-1) |
| Mandanda Bonnart Civelli Hilton Taiwo Cheyrou Cana Valbuena Ben Arfa Niang Brandão Entr. : Gerets                                                  |

| Mandanda Bonnart Civelli Hilton Taiwo Cheyrou Cana Valbuena Ben Arfa Niang Brandão Entr. : Gerets |

## Rencontres de la saison

### Ligue 1
| Journée | Date                       | Horaire | Adversaire               | Lieu                                    | Score | Buteurs de l'OM                                         | Class. | Ecart de points avec le 1er / 2e | Public |
| ------- | -------------------------- | ------- | ------------------------ | --------------------------------------- | ----- | ------------------------------------------------------- | ------ | -------------------------------- | ------ |
| 1       | Samedi 9 août 2008         | 21 H    | Stade Rennais FC         | Stade de la route de Lorient            | 4-4   | Koné 13e, Ben Arfa 15e, Niang 28e, Grandin 90+2e        | 9e     | - 2                              | 28 879 |
| 2       | Dimanche 17 août 2008      | 21 H    | AJ Auxerre               | Stade Vélodrome                         | 4-0   | Niang 17e, Grichting 63e (csc), Grandin 76e, Zenden 86e | 2e     | - 2                              | 55 776 |
| 3       | Samedi 23 août 2008        | 19 H    | Le Havre AC              | Stade Jules-Deschaseaux                 | 0-1   | Zenden 56e                                              | 1er    | + 0                              | 16 378 |
| 4       | Samedi 30 août 2008        | 21 H    | FC Sochaux-Montbéliard   | Stade Vélodrome                         | 2-1   | Ziani 39e, Koné 61e                                     | 1er    | + 0                              | 55 074 |
| 5       | Samedi 13 septembre 2008   | 21 H    | FC Girondins de Bordeaux | Stade Chaban-Delmas                     | 1-1   | Koné 2e                                                 | 2e     | - 2                              | 32 854 |
| 6       | Dimanche 21 septembre 2008 | 21 H    | AS Monaco FC             | Stade Vélodrome                         | 0-0   | -                                                       | 2e     | - 4                              | 51 342 |
| 7       | Samedi 27 septembre 2008   | 19 H    | Le Mans UC 72            | Stade Léon-Bollée                       | 1-1   | Ben Arfa 7e                                             | 3e     | - 6                              | 16 221 |
| 8       | Samedi 4 octobre 2008      | 19 H    | SM Caen                  | Stade Vélodrome                         | 2-1   | Ben Arfa 2e, Niang 60e                                  | 3e     | - 3                              | 51 915 |
| 9       | Dimanche 19 octobre 2008   | 21 H    | Valenciennes FC          | Stade Nungesser                         | 1-3   | Koné 13e, Ben Arfa 73e, Kaboré 90+2e                    | 2e     | - 1                              | 16 191 |
| 10      | Dimanche 26 octobre 2008   | 21 H    | Paris Saint-Germain FC   | Stade Vélodrome                         | 2-4   | Niang 21e, Valbuena 45e                                 | 2e     | - 2                              | 56 426 |
| 11      | Mercredi 29 octobre 2008   | 19 H    | FC Nantes                | Stade de la Beaujoire - Louis Fonteneau | 1-1   | Koné 78e                                                | 4e     | - 4                              | 35 993 |
| 12      | Samedi 1er novembre 2008   | 21 H    | AS Saint-Étienne         | Stade Vélodrome                         | 3-1   | Cheyrou 20e, Ben Arfa 37e (pen.), Taiwo 71e             | 2e     | - 4                              | 54 715 |
| 13      | Samedi 8 novembre 2008     | 19 H    | Grenoble Foot 38         | Stade des Alpes                         | 0-3   | Ben Arfa 4e, Koné 32e, Cheyrou 82e                      | 2e     | - 4                              | 19 648 |
| 14      | Samedi 15 novembre 2008    | 19 H    | FC Lorient               | Stade Vélodrome                         | 2-3   | Ziani 10e, Niang 60e (pen.)                             | 2e     | - 7                              | 48 878 |
| 15      | Dimanche 23 novembre 2008  | 21 H    | Lille OSC Métropole      | Stade Vélodrome                         | 2-2   | Samassa 47e, Zenden 90+2e                               | 3e     | - 6                              | 46 145 |
| 16      | Dimanche 30 novembre 2008  | 17 H    | Toulouse FC              | Stadium                                 | 0-0   | -                                                       | 3e     | - 6                              | 33 572 |
| 17      | Samedi 6 décembre 2008     | 19 H    | OGC Nice                 | Stade Vélodrome                         | 2-1   | Echouafni 14e (csc), Niang 45+2e (pen.)                 | 2e     | - 3                              | 50 279 |
| 18      | Dimanche 14 décembre 2008  | 21 H    | Olympique lyonnais       | Stade de Gerland                        | 0-0   | -                                                       | 2e     | - 3                              | 39 638 |
| 19      | Dimanche 21 décembre 2008  | 17 H    | AS Nancy-Lorraine        | Stade Vélodrome                         | 0-3   | -                                                       | 5e     | - 6                              | 50 628 |
| 20      | Samedi 10 janvier 2009     | 21 H    | AJ Auxerre               | Stade de l'Abbé-Deschamps               | 0-2   | Samassa 43e, Valbuena 77e                               | 4e     | - 4                              | 19 269 |
| 21      | Samedi 17 janvier 2009     | 19 H    | Le Havre AC              | Stade Vélodrome                         | 2-0   | Valbuena 25e, Zubar 60e                                 | 3e     | - 4                              | 45 721 |
| 22      | Dimanche 1er février 2009  | 17 H    | FC Sochaux-Montbéliard   | Stade Auguste-Bonal                     | 1-0   | -                                                       | 4e     | - 5                              | 19 972 |
| 23      | Dimanche 8 février 2009    | 21 H    | FC Girondins de Bordeaux | Stade Vélodrome                         | 1-0   | Chamakh 57e (csc)                                       | 4e     | - 5                              | 53 856 |
| 24      | Dimanche 15 février 2009   | 21 H    | AS Monaco FC             | Stade Louis-II                          | 0-1   | Koné 77e                                                | 3e     | - 5                              | 13 475 |
| 25      | Dimanche 22 février 2009   | 17 H    | Le Mans UC 72            | Stade Vélodrome                         | 0-0   | -                                                       | 3e     | - 7                              | 48 680 |
| 26      | Dimanche 1er mars 2009     | 17 H    | SM Caen                  | Stade Michel-d'Ornano                   | 0-1   | Brandão 67e                                             | 3e     | - 5                              | 20 775 |
| 27      | Samedi 7 mars 2009         | 19 H    | Valenciennes FC          | Stade Vélodrome                         | 0-0   | -                                                       | 3e     | - 4                              | 48 746 |
| 28      | Dimanche 15 mars 2009      | 21 H    | Paris Saint-Germain FC   | Parc des Princes                        | 1-3   | Zenden 24e, Koné 55e, Cana 61e                          | 2e     | - 1                              | 45 774 |
| 29      | Samedi 21 mars 2009        | 21 H    | FC Nantes                | Stade Vélodrome                         | 2-0   | Civelli 55e, Brandão 59e                                | 2e     | - 1                              | 47 747 |
| 30      | Dimanche 5 avril 2009      | 21 H    | AS Saint-Étienne         | Stade Geoffroy-Guichard                 | 0-3   | Niang 60e (pen.), 76e, Brandão 73e                      | 2e     | - 1                              | 34 734 |
| 31      | Dimanche 12 avril 2009     | 17 H    | Grenoble Foot 38         | Stade Vélodrome                         | 4-1   | Taiwo 52e (pen.), 65e, Hilton 56e, Brandão 89e          | 1er    | + 1                              | 56 953 |
| 32      | Dimanche 19 avril 2009     | 17 H    | FC Lorient               | Stade Yves-Allainmat                    | 1-2   | Civelli 59e, Brandão 79e                                | 1er    | + 2                              | 13 093 |
| 33      | Dimanche 26 avril 2009     | 21 H    | Lille OSC Métropole      | Stadium Lille Métropole                 | 1-2   | Cheyrou 54e, Niang 57e                                  | 1er    | + 2                              | 17 706 |
| 34      | Samedi 2 mai 2009          | 21 H    | Toulouse FC              | Stade Vélodrome                         | 2-2   | Niang 63e, Cetto 74e (csc)                              | 1er    | + 0                              | 55 823 |
| 35      | Mercredi 13 mai 2009       | 19 H    | OGC Nice                 | Stade Léo-Lagrange                      | 0-2   | Niang 26e, Brandão 60e                                  | 1er    | + 0                              | 16 669 |
| 36      | Dimanche 17 mai 2009       | 21 H    | Olympique lyonnais       | Stade Vélodrome                         | 1-3   | Wiltord 80e                                             | 2e     | - 3                              | 56 498 |
| 37      | Samedi 23 mai 2009         | 21 H    | AS Nancy-Lorraine        | Stade Marcel-Picot                      | 1-2   | Macaluso 32e (csc), Brandão 56e                         | 2e     | - 3                              | 20 017 |
| 38      | Samedi 30 mai 2009         | 21 H    | Stade Rennais FC         | Stade Vélodrome                         | 4-0   | Koné 53e, Douchez 58e (csc), Niang 57e, 72e             | 2e     | - 3                              | 55 873 |

### Coupe de la Ligue
| Date                       | Tour  | Adversaire             | Lieu                | Score | Buteurs de l'OM | Public |
| -------------------------- | ----- | ---------------------- | ------------------- | ----- | --------------- | ------ |
| Mercredi 24 septembre 2008 | 1/16e | FC Sochaux-Montbéliard | Stade Auguste-Bonal | 1-0   | -               | 12 946 |

### Coupe de France
| Date                     | Tour  | Adversaire         | Lieu               | Score                | Buteurs de l'OM  | Public |
| ------------------------ | ----- | ------------------ | ------------------ | -------------------- | ---------------- | ------ |
| Dimanche 4 janvier 2009  | 1/32e | Besançon RC (CFA)  | Stade Léo-Lagrange | 1 - 1 (4 - 5 t.a.b.) | Taiwo 83e (pen.) | 10 334 |
| Mercredi 28 janvier 2009 | 1/16e | Olympique lyonnais | Stade de Gerland   | 1 - 0                | -                | 28 304 |

### Ligue des champions
| Date                      | Tour                              | Adversaire         | Lieu                   | Score | Buteurs de l'OM          | Public |
| ------------------------- | --------------------------------- | ------------------ | ---------------------- | ----- | ------------------------ | ------ |
| Mercredi 13 août 2008     | 3e tour de qualification – aller  | SK Brann           | Brann Stadion          | 0-1   | Cheyrou 40e              | 11 197 |
| Mercredi 27 août 2008     | 3e tour de qualification – retour | SK Brann           | Stade Vélodrome        | 2-1   | Niang 65e, 90e           | 55 000 |
| Mardi 16 septembre 2008   | Phase de groupes – 1re journée    | Liverpool FC       | Stade Vélodrome        | 1-2   | Cana 23e                 | 44 841 |
| Mercredi 1er octobre 2008 | Phase de groupes – 2e journée     | Atlético de Madrid | Stade Vicente-Calderon | 2-1   | Niang 16e                | 39 898 |
| Mercredi 22 octobre 2008  | Phase de groupes – 3e journée     | PSV Eindhoven      | Philips Stadion        | 2-0   | -                        | 29 000 |
| Mardi 4 novembre 2008     | Phase de groupes – 4e journée     | PSV Eindhoven      | Stade Vélodrome        | 3-0   | Koné 30e, Niang 63e, 71e | 48 777 |
| Mercredi 26 novembre 2008 | Phase de groupes – 5e journée     | Liverpool FC       | Anfield                | 1-0   | -                        | 40 024 |
| Mardi 9 décembre 2008     | Phase de groupes – 6e journée     | Atlético de Madrid | Stade Vélodrome        | 0-0   | -                        | 49 663 |

### Coupe UEFA
| Date                  | Tour                     | Adversaire           | Lieu             | Score            | Buteurs de l'OM        | Public |
| --------------------- | ------------------------ | -------------------- | ---------------- | ---------------- | ---------------------- | ------ |
| Jeudi 19 février 2009 | 1/16e de finale – aller  | FC Twente            | Stade Vélodrome  | 0-1              | -                      | 22 626 |
| Jeudi 26 février 2009 | 1/16e de finale – retour | FC Twente            | De Grolsch Veste | 0-1 (6-7 t.a.b.) | Ben Arfa 24e           | 24 000 |
| Jeudi 12 mars 2009    | 1/8e de finale – aller   | Ajax Amsterdam       | Stade Vélodrome  | 2-1              | Cheyrou 19e, Niang 33e | 35 000 |
| Mercredi 18 mars 2009 | 1/8e de finale – retour  | Ajax Amsterdam       | Amsterdam Arena  | 2-2 (a.p.)       | Niang 35e, Mears 110e  | 47 650 |
| Jeudi 9 avril 2009    | 1/4 de finale – aller    | FK Chakhtior Donetsk | RSK Olimpiski    | 2-0              | -                      | 25 000 |
| Jeudi 16 avril 2009   | 1/4 de finale – retour   | FK Chakhtior Donetsk | Stade Vélodrome  | 1-2              | Ben Arfa 43e           | 51 000 |

## Effectif professionnel de la saison
L'effectif professionnel de la saison 2008-2009, entraîné par Eric Gerets et son adjoint Dominique Cuperly, compte 3 joueurs formés au club. 12 joueurs internationaux figurent dans l'équipe, dont 3 français.
L'entraîneur des gardiens Laurent Spinosi a sous son aile 4 joueurs dont Steve Mandanda, actuel gardien remplaçant de l'Équipe de France de football et champion du Monde].
Lorik Cana, Taye Taiwo et Mamadou Niang sont les joueurs ayant évolué le plus longtemps sous les couleurs de l'OM, avec respectivement 135, 133 et 130 matchs joués jusqu'en mai 2008.

### Joueurs notables
Plusieurs footballeurs internationaux font partie de l'effectif :
- Sylvain Wiltord, international français, vainqueur de l'Euro 2000, vainqueur de la Coupe des confédérations 2001, vainqueur de la Coupe des confédérations 2003 et futur finaliste de la Coupe du monde de football de 2006;
- Modeste M'Bami, international camerounais, finaliste de la coupe des Confédérations 2003 et finaliste de la CAN 2008;
- Bakari Koné, international ivoirien, finaliste de la CAN 2006;
- Boudewijn Zenden, international néerlandais, demi-finaliste de la Coupe du monde de football de 1998, demi-finaliste de l'Euro 2000 et demi-finaliste de l'Euro 2004.

## Aspects juridiques et économiques

### Aspects juridiques

#### Organigramme
Le tableau ci-dessous présente l'organigramme de l'Olympique de Marseille pour la saison 2008-2009.
| Fonction                             | Nom                  |
| ------------------------------------ | -------------------- |
| Président du conseil de surveillance | Vincent Labrune      |
| Président du directoire              | Pape Diouf           |
| Directeur sportif                    | José Anigo           |
| Responsable du recrutement           | Jean-Philippe Durand |
| Coordinateur sportif                 | Louis Vassallucci    |
| Directeur général                    | Antoine Veyrat       |
| Secrétaire général                   | Julien Fournier      |
| Secrétaire général                   | Cédric Dufoix        |

| Fonction                           | Nom                  |
| ---------------------------------- | -------------------- |
| Directeur de la sécurité           | Guy Cazadamont       |
| Président de l'association OM      | Jean-Pierre Foucault |
| Vice-président de l'association OM | Robert Nazarétian    |

## Statistiques

### Statistiques collectives
| Compétition         | Débute au tour       | Place ou tour final | Première rencontre | Dernière rencontre | Nombre de matchs |
| Ligue 1             | -                    | Vice-champion       | 9 août 2008        | 30 mai 2009        | 38               |
| Ligue des champions | 3e tour préliminaire | Phase de groupes    | 13 août 2008       | 9 décembre 2008    | 8                |
| Coupe UEFA          | 1/16 de finale       | 1/4 de finale       | 19 février 2009    | 16 avril 2009      | 6                |
| Coupe de la Ligue   | 1/16 de finale       | 1/16 de finale      | 24 septembre 2008  | 24 septembre 2008  | 1                |
| Coupe de France     | 1/32 de finale       | 1/16 de finale      | 4 janvier 2009     | 28 janvier 2009    | 2                |

#### Ligue 1
- Meilleur classement : 1er (J3-4 / J31 à 35)
- Pire classement : 9e (J1)
- Plus grand écart de points avec le 2e : + 2 (J32-33)
- Plus grand écart de points avec le leader : - 7 (J14 / J25)
- Plus grande série de victoires : 6 (J28 à 33)
- Plus grande série de matchs nuls : 3 (J5 à 7)
- Plus grande série de défaites : 1 (J10 / J14 / J19 / J22 / J36)
- Plus grande série de matchs sans défaite : 13 (J23 à 35)
- Plus grande série de matchs sans victoire : 3 (J5 à 7 / J14 à 16)
- Plus large victoire : 4-0 (contre Auxerre et Rennes)
- Plus large défaite : 0-3 (contre Nancy)
- Plus grande série de matchs en marquant au moins un but : 11 (J28 à 38)
- Plus grande série de matchs sans marquer : 2 (J18-19)
- Rencontre avec le plus de buts marqués par l'OM : 4 (victoire 4-0 contre Auxerre et Rennes, victoire 4-1 contre Grenoble, nul 4-4 contre Rennes)
- Rencontre avec le plus de buts encaissés par l'OM : 4 (défaite 2-4 contre Paris SG, nul 4-4 contre Rennes)
- Rencontre la plus prolifique : 8 (nul 4-4 contre Rennes)
- Rencontre la moins prolifique : 0 (contre Monaco, Toulouse, Lyon, Le Mans et Valenciennes)

### Statistiques buteurs
| Place   | Nom                  | Championnat de L1 | Coupe de France | Coupe de la Ligue | Ligue des champions | Coupe UEFA | TOTAL des BUTS |
| 1       | Mamadou Niang        | 13 buts           | -               | -                 | 5 buts              | 2 buts     | 20 buts        |
| 2       | Bakari Koné          | 9 buts            | -               | -                 | 1 but               | -          | 10 buts        |
| 3       | Hatem Ben Arfa       | 6 buts            | -               | -                 | -                   | 2 buts     | 8 buts         |
| 4       | Brandao              | 7 buts            | -               | -                 | -                   | -          | 7 buts         |
| 5       | Benoit Cheyrou       | 3 buts            | -               | -                 | 1 but               | 1 but      | 5 buts         |
| 6       | Boudewijn Zenden     | 4 buts            | -               | -                 | -                   | -          | 4 buts         |
| 6       | Taye Taiwo           | 3 buts            | 1 but           | -                 | -                   | -          | 4 buts         |
| 8       | Mathieu Valbuena     | 3 buts            | -               | -                 | -                   | -          | 3 buts         |
| 9       | Renato Civelli       | 2 buts            | -               | -                 | -                   | -          | 2 buts         |
| 9       | Karim Ziani          | 2 buts            | -               | -                 | -                   | -          | 2 buts         |
| 9       | Mamadou Samassa      | 2 buts            | -               | -                 | -                   | -          | 2 buts         |
| 9       | Elliot Grandin       | 2 buts            | -               | -                 | -                   | -          | 2 buts         |
| 9       | Lorik Cana           | 1 but             | -               | -                 | 1 but               | -          | 2 buts         |
| 14      | Vitorino Hilton      | 1 but             | -               | -                 | -                   | -          | 1 but          |
| 14      | Charles Kaboré       | 1 but             | -               | -                 | -                   | -          | 1 but          |
| 14      | Ronald Zubar         | 1 but             | -               | -                 | -                   | -          | 1 but          |
| 14      | Sylvain Wiltord      | 1 but             | -               | -                 | -                   | -          | 1 but          |
| 14      | Tyrone Mears         | -                 | -               | -                 | -                   | 1 but      | 1 but          |
| #       | contre son camp      | 6 buts            | -               | -                 | -                   | -          | 6 buts         |
| Détails | 18 buteurs Olympiens | 67 buts           | 1 but           | -                 | 8 buts              | 6 buts     | 82 BUTS        |

### Statistiques passeurs
| Classement (club) | Classement (Ligue 1) | Joueur           | Poste     | Nombre de passes | dont ... sur coups de pied arrêté | Une passe décisive toutes les ... |
| ----------------- | -------------------- | ---------------- | --------- | ---------------- | --------------------------------- | --------------------------------- |
| 1er               | 5e                   | Benoît Cheyrou   | Milieu    | 7                | 0                                 | 422 min                           |
| 2e                | 11e                  | Mamadou Niang    | Attaquant | 6                | 0                                 | 346 min                           |
| 3e                | 47e                  | Bakari Koné      | Attaquant | 3                | 0                                 | 657 min                           |
| 4e                | 56e                  | Laurent Bonnart  | Défenseur | 3                | 0                                 | 930 min                           |
| 5e                | 80e                  | Mathieu Valbuena | Milieu    | 2                | 0                                 | 977 min                           |
| 6e                | 95e                  | Taye Taiwo       | Défenseur | 2                | 0                                 | 1552 min                          |
| 7e                | 100e                 | Boudewijn Zenden | Milieu    | 2                | 1                                 | 597 min                           |
| 8e                | 105e                 | Karim Ziani      | Milieu    | 2                | 1                                 | 980 min                           |
| 9e                | 108e                 | Hatem Ben Arfa   | Milieu    | 2                | 2                                 | 915 min                           |
| 10e               | 115e                 | Mamadou Samassa  | Attaquant | 1                | 0                                 | 511 min                           |
| 11e               | 118e                 | Sylvain Wiltord  | Attaquant | 1                | 0                                 | 589 min                           |
| 12e               | 144e                 | Brandao          | Attaquant | 1                | 0                                 | 1369 min                          |
| 13e               | 154e                 | Ronald Zubar     | Défenseur | 1                | 0                                 | 1485 min                          |
| 14e               | 175e                 | Lorik Cana       | Milieu    | 1                | 0                                 | 2238 min                          |

### Statistiques individuelles
| Numéro | Nat. | Nom       | Championnat | Championnat | Championnat | Championnat  | Coupe de France | Coupe de France | Coupe de France | Coupe de France | Coupe de la Ligue | Coupe de la Ligue | Coupe de la Ligue | Coupe de la Ligue | Ligue des champions | Ligue des champions | Ligue des champions | Ligue des champions | Coupe UEFA | Coupe UEFA  | Coupe UEFA | Coupe UEFA   | Total | Total       | Total  | Total        |
| Numéro | Nat. | Nom       | M.j.        | But inscrit | Averti      | Carton rouge | M.j.            | But inscrit     | Averti          | Carton rouge    | M.j.              | But inscrit       | Averti            | Carton rouge      | M.j.                | But inscrit         | Averti              | Carton rouge        | M.j.       | But inscrit | Averti     | Carton rouge | M.j.  | But inscrit | Averti | Carton rouge |
| ------ | ---- | --------- | ----------- | ----------- | ----------- | ------------ | --------------- | --------------- | --------------- | --------------- | ----------------- | ----------------- | ----------------- | ----------------- | ------------------- | ------------------- | ------------------- | ------------------- | ---------- | ----------- | ---------- | ------------ | ----- | ----------- | ------ | ------------ |
| 1      |      | Riou      | 1           | 0           | 0           | 0            |                 |                 |                 |                 |                   |                   |                   |                   |                     |                     |                     |                     |            |             |            |              | 1     | 0           | 0      | 0            |
| 2      |      | Civelli   | 13          | 2           | 3           | 0            |                 |                 |                 |                 |                   |                   |                   |                   |                     |                     |                     |                     | 4          | 0           | 1          | 0            | 20    | 2           | 4      | 0            |
| 3      |      | Taiwo     | 35          | 3           | 1           | 0            | 2               | 1               | 0               | 0               | 1                 | 0                 | 0                 | 0                 | 8                   | 0                   | 2                   | 0                   | 7          | 0           | 1          | 0            | 52    | 4           | 4      | 0            |
| 4      |      | Rodriguez | 5           | 0           | 1           | 0            | 1               | 0               | 0               | 0               |                   |                   |                   |                   |                     |                     |                     |                     | 1          | 0           | 1          | 0            | 7     | 0           | 2      | 0            |
| 5      |      | Hilton    | 36          | 1           | 3           | 0            | 1               | 0               | 0               | 0               |                   |                   |                   |                   | 8                   | 0                   | 1                   | 0                   | 6          | 0           | 1          | 0            | 51    | 1           | 5      | 0            |
| 6      |      | Ziani     | 28          | 2           | 7           | 1            | 2               | 0               | 0               | 0               |                   |                   |                   |                   | 8                   | 1                   | 0                   | 0                   | 2          | 0           | 1          | 0            | 40    | 2           | 8      | 1            |
| 7      |      | Cheyrou   | 33          | 3           | 9           | 0            | 2               | 0               | 0               | 0               |                   |                   |                   |                   | 8                   | 1                   | 1                   | 0                   | 6          | 1           | 2          | 0            | 49    | 5           | 12     | 0            |
| 8      |      | Mears     | 4           | 0           | 0           | 0            |                 |                 |                 |                 |                   |                   |                   |                   |                     |                     |                     |                     | 3          | 1           | 1          | 0            | 7     | 1           | 1      | 0            |
| 9      |      | Cissé     | 2           | 0           | 0           | 0            |                 |                 |                 |                 |                   |                   |                   |                   | 1                   | 0                   | 0                   | 0                   |            |             |            |              | 3     | 0           | 0      | 0            |
| 9      |      | Brandão   | 16          | 7           | 3           | 0            | 1               | 0               | 1               | 0               |                   |                   |                   |                   |                     |                     |                     |                     |            |             |            |              | 17    | 7           | 4      | 0            |
| 10     |      | Zenden    | 27          | 4           | 4           | 0            | 1               | 0               | 0               | 0               | 1                 | 0                 | 0                 | 0                 | 4                   | 0                   | 0                   | 0                   | 4          | 0           | 0          | 0            | 37    | 4           | 4      | 0            |
| 11     |      | Niang     | 27          | 13          | 1           | 0            |                 |                 |                 |                 | 1                 | 0                 | 0                 | 0                 | 7                   | 5                   | 2                   | 0                   | 6          | 2           | 2          | 0            | 41    | 20          | 5      | 0            |
| 12     |      | Kaboré    | 23          | 1           | 1           | 0            | 1               | 0               | 0               | 0               | 1                 | 0                 | 0                 | 0                 | 4                   | 0                   | 0                   | 0                   | 2          | 0           | 0          | 0            | 31    | 1           | 1      | 0            |
| 14     |      | Koné      | 28          | 9           | 3           | 0            | 2               | 0               | 0               | 0               |                   |                   |                   |                   | 8                   | 1                   | 0                   | 0                   | 7          | 0           | 2          | 0            | 44    | 10          | 5      | 0            |
| 15     |      | Zubar     | 17          | 1           | 6           | 1            | 2               | 0               | 1               | 0               | 1                 | 0                 | 0                 | 0                 | 7                   | 0                   | 2                   | 0                   | 2          | 0           | 1          | 0            | 29    | 1           | 10     | 1            |
| 17     |      | Samassa   | 19          | 2           | 0           | 0            | 2               | 0               | 0               | 0               | 1                 | 0                 | 0                 | 0                 | 3                   | 0                   | 0                   | 0                   | 5          | 0           | 1          | 0            | 30    | 2           | 1      | 0            |
| 18     |      | Grandin   | 8           | 2           | 0           | 0            |                 |                 |                 |                 | 1                 | 0                 | 0                 | 0                 | 3                   | 0                   | 0                   | 0                   |            |             |            |              | 12    | 2           | 0      | 0            |
| 19     |      | Cana      | 27          | 1           | 6           | 1            |                 |                 |                 |                 |                   |                   |                   |                   | 8                   | 1                   | 1                   | 0                   | 4          | 0           | 1          | 0            | 39    | 2           | 8      | 1            |
| 20     |      | Ben Arfa  | 33          | 6           | 4           | 0            | 1               | 0               | 0               | 0               | 1                 | 0                 | 0                 | 0                 | 8                   | 0                   | 1                   | 0                   | 4          | 2           | 1          | 0            | 47    | 8           | 6      | 0            |
| 22     |      | Erbate    | 4           | 0           | 2           | 0            |                 |                 |                 |                 | 1                 | 0                 | 0                 | 0                 | 1                   | 0                   | 0                   | 0                   |            |             |            |              | 6     | 0           | 2      | 0            |
| 22     |      | Wiltord   | 13          | 1           | 0           | 0            | 1               | 0               | 0               | 0               |                   |                   |                   |                   |                     |                     |                     |                     |            |             |            |              | 14    | 1           | 0      | 0            |
| 23     |      | M'Bami    | 23          | 0           | 1           | 0            | 1               | 0               | 0               | 0               | 1                 | 0                 | 0                 | 0                 | 4                   | 0                   | 0                   | 0                   | 5          | 0           | 2          | 0            | 34    | 0           | 3      | 0            |
| 24     |      | Bonnart   | 31          | 0           | 1           | 0            | 2               | 0               | 1               | 0               | 1                 | 0                 | 0                 | 0                 | 8                   | 0                   | 0                   | 0                   | 2          | 0           | 0          | 0            | 44    | 0           | 2      | 0            |
| 26     |      | Dennoun   | 1           | 0           | 0           | 0            |                 |                 |                 |                 |                   |                   |                   |                   |                     |                     |                     |                     |            |             |            |              | 1     | 0           | 0      | 0            |
| 28     |      | Valbuena  | 31          | 3           | 4           | 0            | 2               | 0               | 0               | 0               | 1                 | 0                 | 0                 | 0                 | 6                   | 0                   | 0                   | 0                   | 5          | 0           | 2          | 0            | 45    | 3           | 6      | 0            |
| 30     |      | Mandanda  | 38          | 0           | 0           | 0            | 2               | 0               | 0               | 0               | 1                 | 0                 | 0                 | 0                 | 8                   | 0                   | 0                   | 0                   | 6          | 0           | 0          | 0            | 55    | 0           | 0      | 0            |
| 31     |      | Gnabouyou | 1           | 0           | 0           | 0            | 1               | 0               | 0               | 0               |                   |                   |                   |                   |                     |                     |                     |                     |            |             |            |              | 2     | 0           | 0      | 0            |

Dernière mise à jour le 30 mai 2009.

## Trophées et honneurs en championnat

### Individuel
Le buteur Mamadou Niang termine neuvième meilleur buteur du championnat avec treize buts (dont trois penalties). En ce qui concerne les meilleurs passeurs il s'agit de Benoît Cheyrou qui se classe cinquième avec sept passes décisives, deux passes de moins que pour le meilleur marqueur du championnat : Michel Bastos. Les trophées UNFP ont vu Eric Gerets être élu entraîneur de l'année, tandis que trois joueurs font partie de l'équipe-type de la saison : le défenseur central Vitorino Hilton, le latéral gauche Taye Taiwo et le milieu de terrain Benoît Cheyrou. Steve Mandanda a quant à lui reçu le trophée eu joueur du mois d'août 2008.

### Collectif
L'Olympique de Marseille est la meilleure attaque du championnat avec 67 buts inscrits. Sur le plan défensif, l'OM est la 5e défense du championnat avec 35 buts encaissés. Au classement du fair-play, l'OM est 5e avec trois cartons rouges et cinquante-sept cartons jaunes.

### Stade
La meilleure affluence enregistrée à domicile s'est tenue le 12 avril 2009 face au Grenoble Foot 38 avec une affluence de 56 953 spectateurs.
À l'extérieur, la meilleure affluence pour un match où joue l'OM a lieu au Parc des Princes contre le Paris SG avec 45 713 spectateurs.

### Le bilan des Olympiens du mois
- Mai 2009 : Mamadou Niang
- Avril 2009 : Brandao
- Mars 2009 : Bolo Zenden
- Février 2009 : Karim Ziani
- Janvier 2009 : Karim Ziani
- Décembre 2008 : Karim Ziani
- Novembre 2008 : Karim Ziani
- Octobre 2008 : Hatem Ben Arfa
- Septembre 2008 : Steve Mandanda
- Août 2008 : Steve Mandanda

## Retransmissions télévisées
Tous les matchs de préparation de l'OM sont diffusés sur Canal+ Sport ou Sport+. Le match Stade rennais-OM (4-4) de la saison 2008-2009 est le premier match de football diffusé par Orange. Durant cette saison, Canal+ et Orange sport utilisent entièrement leur quota de diffusion du club olympien ; de ce fait 12 matchs sont diffusés sur Canal et 7 sur Orange.